# De Goorn
De Goorn – wieś w Holandii, w prowincji Holandia Północna, siedziba gminy Koggenland. Liczy 3510 mieszkańców.
Pierwsza wzmianka o wsi pochodzi z 1312, jest wymieniana jako Den Gore.
W 1930 wzniesiono rzymskokatolicki kościół Matki Bożej Różańcowej.